# Торе Бровольд
Торе Бровольд  (норв. Tore Brovold, 12 червня 1970) — норвезький стрілець, олімпійський медаліст.

## Виступи на Олімпіадах
| Олімпіада  | Дисципліна    | Місце |
| ---------- | ------------- | ----- |
| Пекін 2008 | круглий стенд | 2     |